# Dysdera corallina
Espèce
Synonymes
- Dysdera provincialis Simon, 1882
- Dysdera erythrina provincialis Simon, 1882

Dysdera corallina est une espèce d'araignées aranéomorphes de la famille des Dysderidae.

## Distribution
Cette espèce se rencontre en France et en Espagne.

## Publication originale
- Risso, 1826 : Histoire naturelle des principales productions de l'Europe méridionale et principalement de celles des environs de Nice et des Alpes maritimes. Paris, vol. 5, p. 159-176.